# 1829 en Lorraine
Chronologie de la Lorraine
- 1825
- 1826
- 1827
- 1828
- 1829
- 1830
- 1831
- 1832
- 1833

Cette page est une liste d'événements qui se sont produits durant l'année 1829 en Lorraine.

## Événements

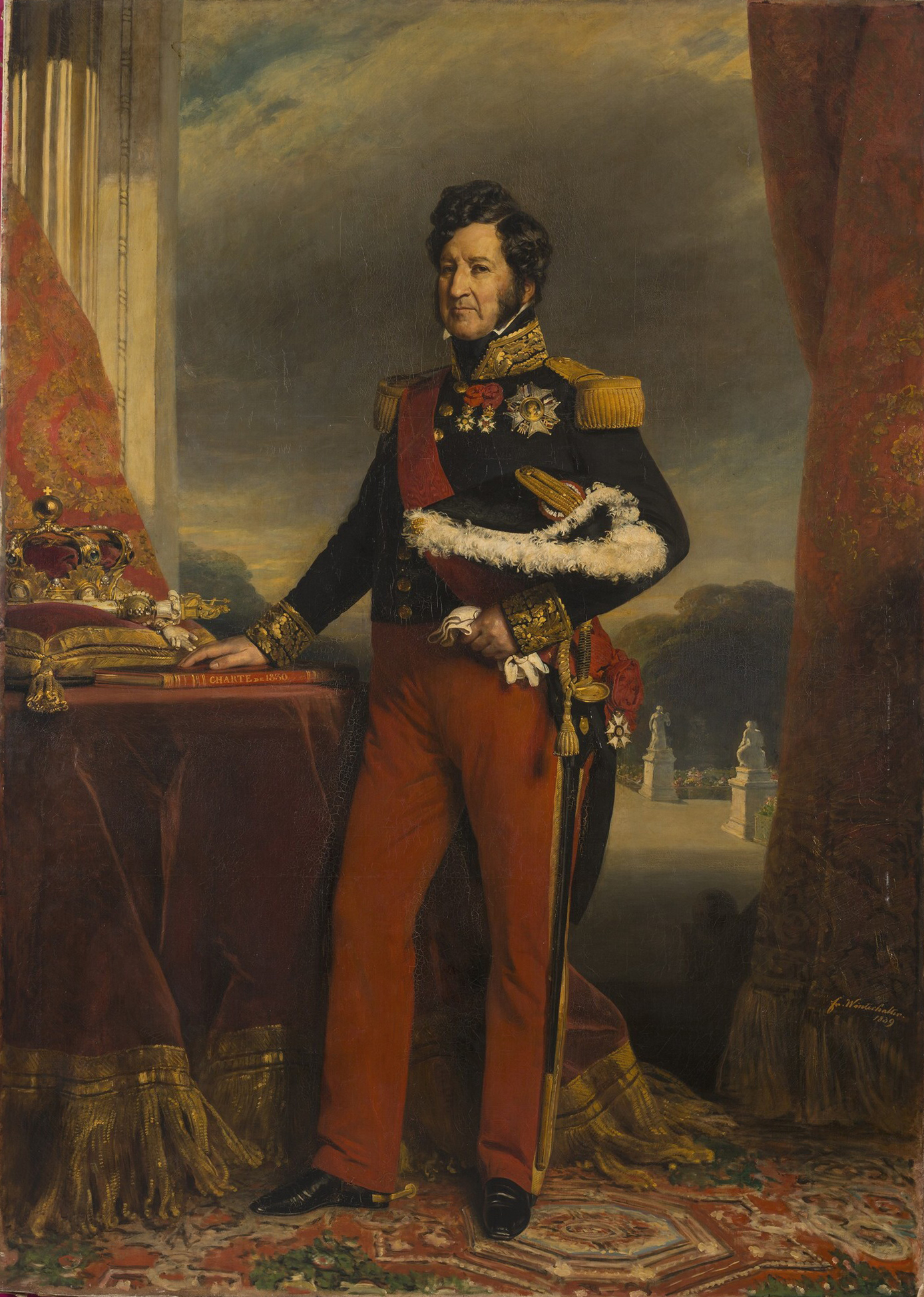
Louis-Philippe

- Lancement à Metz du journal Le Courrier de la Moselle[1].
- Est élu député du collège de département de la Meuse : Charles Antoine Génin, élu le 20 avril par les électeurs libéraux de la deuxième circonscription[2]
- Sont élus députés du collège de département de la Moselle : Jacques Constant Milleret, qui soutient Louis-Philippe et Auguste de Balsac qui devient président du grand-collège de la Moselle.
- Début de l'exploitation de la première mine de charbon de France à Schœneck  près de Forbach[3].

- Convention du 23 octobre 1829 entre la France et la Prusse,  convention signée à Sarrebruck le 23 octobre 1829[4], concernant une délimitation de la frontière passant entre le département de la Moselle et la Prusse (actuellement le land de Sarre). Plus précisément, d'Apach jusqu'à Blies-Schweyen côté français et de Perl jusqu'au moulin de Urichsmühle côté prussien.

## Naissances

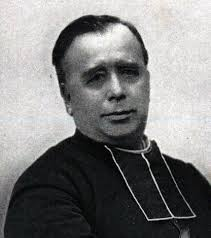
Abbé Chaumont.

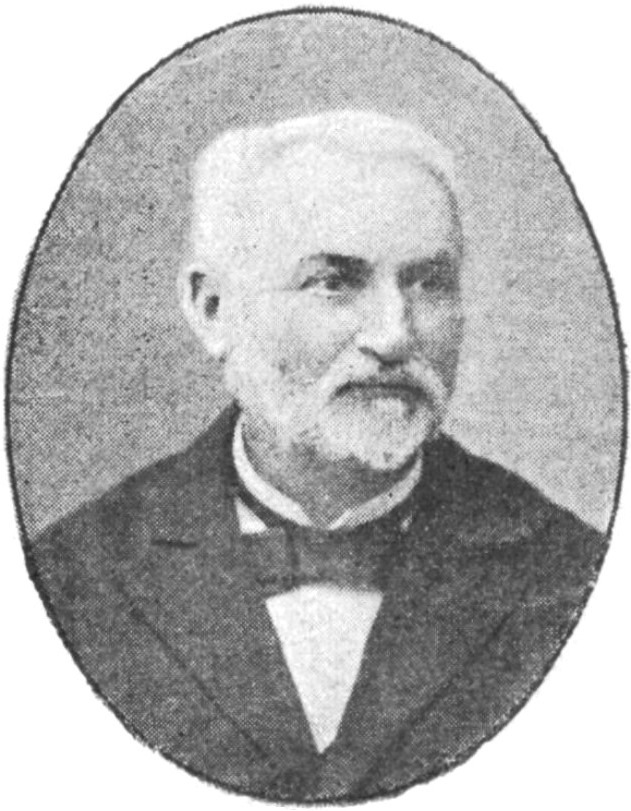
Jules Brice

- 17 janvier à Fillières : Prosper André, homme politique français  mort le 15 juillet 1883 à Saint-Servan (Ille-et-Vilaine).
- 23 janvier à Metz : Jules Loyson, mort à Bourg-la-Reine le 28 mai 1902,  théologien français.
- 8 février à Cheppy : François-Victor Fournel, mort le 7 juillet 1894 à Tessé-la-Madeleine[5], érudit, écrivain, journaliste et historien français.
- 8 avril à Metz : Caroline Carré de Malberg, née Caroline Barbe Colchen , décédée le 28 janvier 1891 à Lorry-lès-Metz (France), est la fondatrice, avec l’abbé Henri Chaumont[6] (1872), de la société des filles de saint François de Sales[7] et de sa branche missionnaire les Salésiennes missionnaires de Marie Immaculée.
- 23 avril à Longeville-lès-Metz : François-Michel Chabert, mort à Metz le 6 juillet 1885, auteur de nombreux essais en particulier sur l'histoire de la ville de Metz.
- 2 septembre à Metz : Ernest Auricoste de Lazarque du Montaut,  mort à Retonfey le 26 avril 1894, gastronome français, historien et folkloriste du pays messin.
- 20 septembre à Trémont-sur-Saulx : Auguste Blanpain de Renusson[8] et mort à Paris le 16 février 1911[9], homme de lettres et philanthrope français.
- 20 octobre à Nancy : Henry Émile Bazin (décédé le 14 février 1917 à Chenôve près de Dijon) est un ingénieur du Corps des Ponts et Chaussées qui exerça en tant qu’hydraulicien, et dont les principales contributions touchent l’étude systématique des écoulements à surface libre et la mesure des débits (jaugeage).
- 28 octobre à Abancourt (Meurthe) : Jules Brice, homme politique français décédé le 11 juillet 1905 à Montauville (Meurthe-et-Moselle).
- 9 novembre à Nancy : Georges Prosper Clère, mort le 7 septembre 1895 à Paris, sculpteur français.
- 15 novembre à Metz : Frédéric Barbier,  mort à Paris le 12 février 1889, compositeur français.
- 27 décembre à Verdun : Louis Hector Leroux, mort le 11 novembre 1900 à Angers, peintre français.
- 28 décembre à Allain-aux-Bœufs : Étienne Dominique Olry, mort le 10 décembre 1885 à Allain-aux-Bœufs, instituteur lorrain atypique, un homme féru de pédagogie et un érudit local très prolifique des sociétés savantes lorraines du XIXe siècle. Il est à l'origine de nombreux travaux artistiques, littéraires, archéologiques, géographiques et historiques, portant sur la région Lorraine.

## Décès
- 19 janvier à Metz : Joseph Monin, (né le 23 novembre 1741 - Paliseul (Belgique)),  homme d'Église français du XVIIIe siècle et début du XIXe siècle, et évêque constitutionnel des Ardennes, non reconnu par l'Église.
- 2 février : Léger Didot, dit Saint-Léger (1767-1829) , fils cadet de Pierre-François Didot et l'inventeur de la machine à produire le papier en continu, fabriquée en Angleterre sous l'appellation de « Didot's mechanics[10]. » Il reprit et développa l’usine paternelle d’Essonnes mais dut la céder en 1809 à la suite de difficultés financières. Son fils Édouard (1797-1825) s'est adonné à l'étude de la littérature anglaise[10].
- 19 mai à Metz : Jean Étienne Casimir Poitevin de Maureilhan, né le 14 juillet 1772 à Montpellier (Hérault), général de division du Premier Empire.
- 30 mai à Lunéville : Ludwig Aloysius Joachim, prince de Hohenlohe-Waldenburg-Bartenstein, né le 18 août 1765 à Bartenstein (en Souabe, où la branche catholique des Hohenlohe possède un château), général autrichien, puis un maréchal et pair de France.